# Flurkmarks IK
Flurkmarks IK är en idrottsförening belägen i Flurkmark, 2 mil utanför Umeå.
Flurkmarks IK drivs av ideella krafter och klubbens inkomster domineras av den årliga trettondagsrevyn. Revyn är populär i trakterna kring Umeå och under de föreställningar som är varje år drar man fullt hus varje gång.
Förutom revyn har man även midsommarfirande i klubbstugan. Vartannat anordnas en hantverksmässa, dessutom har man diverse loppmarknader och fettisdagsfester.
Klubben har nu få lag, det är ett par knattelag och de yngre pojk- och flicklagen hotas av nedläggning. Förutom att bedriva verksamhet för unga har man även ett A- och B-lag för herrar samt ett damlag. Herrlagen tog en paus 2008 och planerade att återkomma under 2009 i div 6. Damlaget spelade 2008 i div 5.